# Rouffach
Rouffach – miejscowość i gmina we Francji, w regionie Grand Est, w departamencie Górny Ren.
Według danych na rok 1990 gminę zamieszkiwały 4303 osoby, a gęstość zaludnienia wynosiła 107 osób/km² (wśród 903 gmin Alzacji Rouffach plasuje się na 57. miejscu pod względem liczby ludności, natomiast pod względem powierzchni na miejscu 9.).